# Fürth
Pour les articles homonymes, voir Fürth (homonymie).
Fürth (en allemand : /fʏʁt/,,, ? Écouter [Fiche]) est une ville du district de Moyenne-Franconie en Bavière (Allemagne) située à l'ouest de Nuremberg, dans la même agglomération.

## Géographie
Fürth est située au confluent de la Rednitz et de la Pegnitz. Le canal Rhin-Main-Danube coule à l'ouest du centre-ville. Elle forme une agglomération avec les villes de Nuremberg et Erlangen. La ville a une superficie de 63,36 km2. La distance d'Est en Ouest est de 9,835 km tandis que la distance du Nord au Sud est de 11,704 km. Le point le plus haut est situé à 392,7 m d'altitude dans le quartier de Burgfarrnbach et le point le plus bas est situé au nord, dans la vallée de la Regnitz à 277 m d'altitude.
Actuellement, Fürth compte environ 128 497 habitants (31 décembre 2019) faisant d'elle la deuxième plus grande ville de Moyenne-Franconie après Nuremberg, et la sixième agglomération bavaroise.

## Physionomie

L'orgue de l'église de la Résurrection à Fürth (Photo avril 2019).

Contrairement à de nombreuses villes allemandes, Fürth n'a guère été frappée par les bombardements de la Seconde Guerre mondiale. Et c'est ainsi que la physionomie de Fürth a conservé son identité historique.

## La nature
En 1999 fut créé à Fürth le parcours pédagogique municipal. Long de trois kilomètres, cet itinéraire comprend dix étapes écologiques. Une deuxième route de sept kilomètres de long fut inaugurée au cours de l'année 2003. Celle-ci offre également aux randonneurs dix stations d’environnement informatives. Le point de départ de ces deux trajets se situe à la station de métro Stadthalle. Au cours du parcours pédagogique, divers biotopes urbains sont expliqués en détail mettant en relief leur valeur pour la flore et la faune locales. Le randonneur apprend que le cimetière de la ville est un sanctuaire important pour les écureuils ou encore que la cour de l’Église St. Michel abrite plusieurs espèces d’oiseaux chanteurs qui apprécient les creux des vieux arbres comme nids ou comme refuges. Le sentier pédagogique traite aussi des problèmes écologiques actuels, comme le réaménagement du cours d'une rivière et en montre clairement les conséquences pour la biodiversité régionale et nationale. L’idée de mettre les niches écologiques urbaines au centre de la formation extrascolaire déboucha sur ce projet exceptionnel, qui connaît une popularité s’étendant bien au-delà de cette ville.

## Histoire
| Appartenances historiques Burgraviat de Nuremberg 1056–1398 Principauté d'Ansbach 1398–1792 Royaume de Prusse 1792–1806 Royaume de Bavière 1806–1918 République de Weimar 1918–1933 Reich allemand 1933–1945 Allemagne occupée 1945–1949 Allemagne 1949–présent |

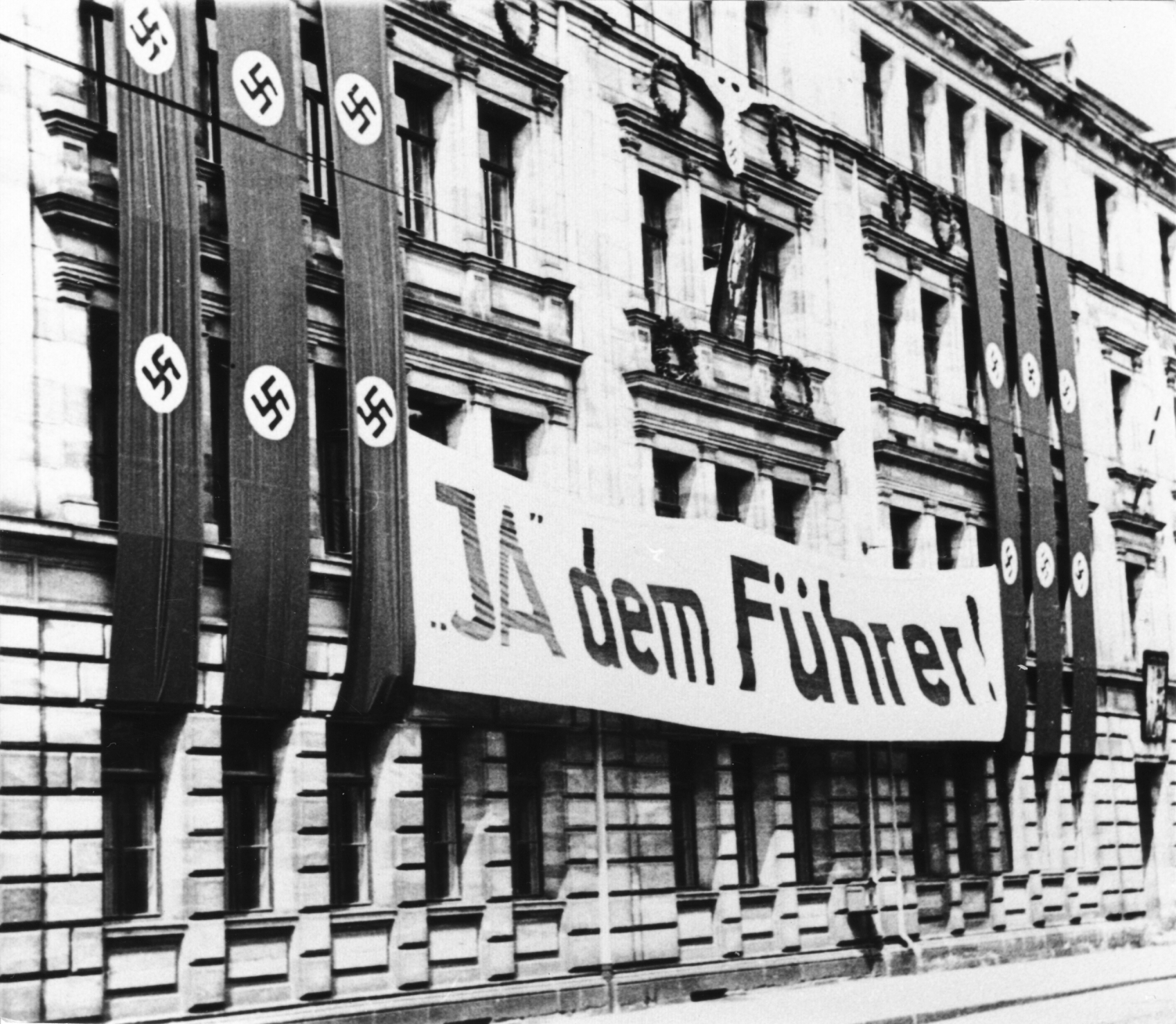
Banderoles incitant à voter « Oui au Führer », suspendues au fronton d'une école de Fürth, en août 1934, pour la validation de l'attribution des pleins pouvoirs à Adolf Hitler. Ce bâtiment, situé au 86-88 de la Schwabacher Straße, existait encore en 2010.

Le nom « Fürth » dérive de la prononciation franconienne de « Furt » comme dans Frankfurt, Ford en anglais Voord en flamand. Le premier hameau y a été créé près et pour le gué de la rivière Pegnitz.
Le hameau de Fürth est mentionné pour la première fois dans un document ottonien le 1 Novembre 1007, par lequel le roi (plus tard empereur) Henri II lègue ce gué au chapitre nouvellement fondé de la cathédrale de Bamberg. Un droit de marché y est accordé mais constamment disputé par Nuremberg.
Par la proximité de Nuremberg, Fürth est resté longtemps une communauté paysanne avec de 1000 et 2000 habitants vers 1600. Pendant la guerre de Trente Ans, à l'exception de quelques maisons, la ville a été totalement réduite en cendres.
À partir de 1440, les premières implantations de Juifs y sont attestées. Plus tard la communauté y possède une synagogue et un cimetière en propre. À cette époque, la ville passe sous l’autorité commune du margrave d'Ansbach, de l’évêque de Bamberg et des prévôts de la ville impériale de Nuremberg.
Par l’abdication du dernier margrave de Brandebourg-Ansbach-Bayreuth, Fürth devient Prussienne puis en 1806, Fürth est rattachée au royaume de Bavière.
Du XVIIIe siècle au XIXe siècle, le caractère urbain s’affirme grâce à l’ouverture du chemin de fer (Ludwigseisenbahn) entre Nuremberg et Fürth, et par le canal Ludwig-Donau-Main qui concourent au fort développement de l'industrie. La première ligne de chemin de fer d'Allemagne qui reliait la ville à Nuremberg, le chemin de fer bavarois Ludwig est ouverte en 1835.
Prise de la ville le 18 avril 1945 par la 42e division d'infanterie du 21e corps de la 7e armée US.

## Jumelage

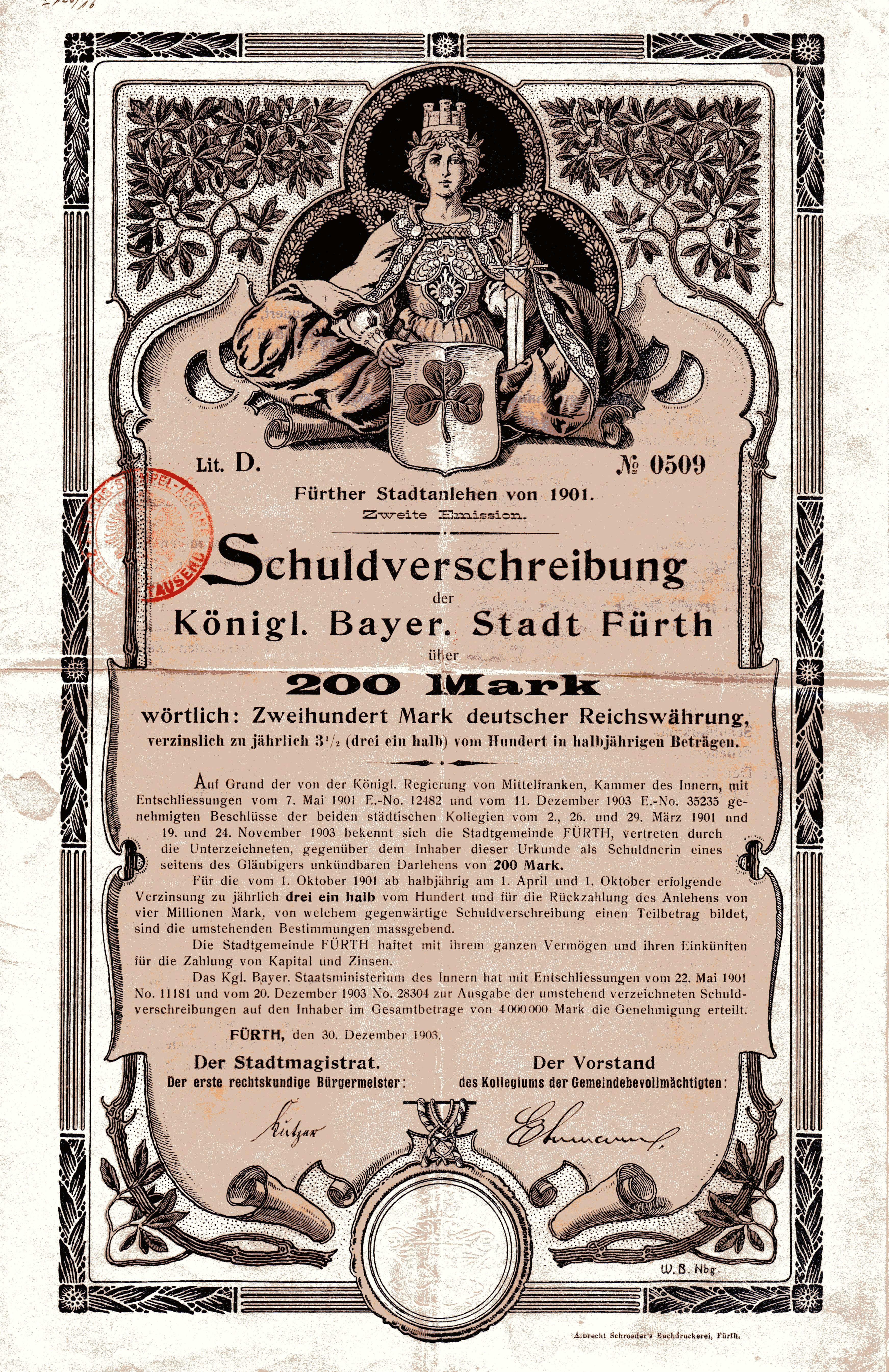
Obligation de la ville de Fürth en date du 30 décembre 1903.

- Limoges (France)
- Renfrewshire (Royaume-Uni)
- Marmaris (Turquie)
- Xylókastro (Grèce)

## Personnages célèbres
- Ludwig Erhard, chancelier fédéral d'Allemagne
- Jörg Jaksche, ancien coureur cycliste allemand.
- Raphael Kandra, joueur de squash allemand
- Henry Kissinger, Secrétaire d'État des États-Unis, prix Nobel de la paix en 1973
- Gunther Kress, linguiste allemand
- Gustav Schickedanz, entrepreneur allemand
- Leopold Ullstein, éditeur allemand
- Senetta Yoseftal, femme politique israélienne
- Jakob Wassermann, écrivain allemand
- Alfred Schwarzmann, gymnaste, triple champion olympique

## Galerie

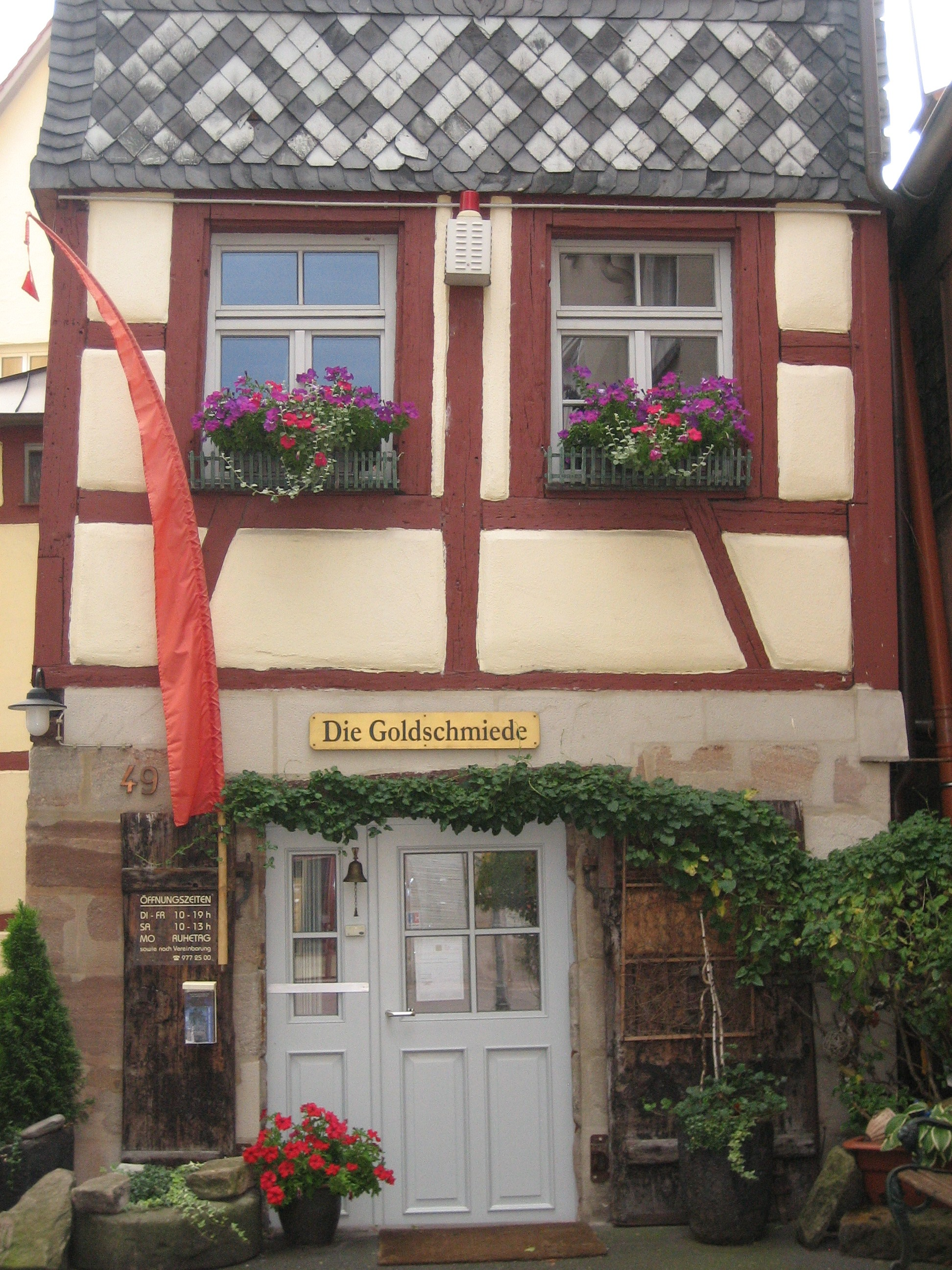
Maison typique au centre de Fürth